# Шатойці
Шатойці, Шатой, Шотой (чеч. Шуотой; у російських джерелах також відомі як шубути, шибути) — Один з дев'яти чеченських тукхумів.

## Історія

### Кавказька війна
Після вигнання Шаміля з Дагестану, після приїзду до Чечні, він перебрався в Шатой. Сім'я Шаміля протягом двох років проживала у Батуко в Пам'ятому селищі Гуш-Керт. Туди ж приїжджали такі знамениті особистості, як Ташу-Хаджі, Наїб Шоїп, Іса Гендергеноєвський. Батуко супроводжував Шаміля у багатьох походах, під час боротьби проти царських військ.
Турецький офіцер, Гусейн ефенді, волею долі, що опинився серед Чеченців. Не приховуючи свого здивування та захоплення писав він:
|  | Горяни, воюючи з росіянами, стоять безперервно в боях. - Не отримуючи ні грошей, ні продовольства, нічого буквально. Я боюся Аллаха не сказати правди, що горяни, особливо Шатоєвці, стоять багато. Їм не страшний ні ворог, ні мороз, ні бідність, на перший мій оклик виступають у похід. Якщо ми їм не подякуємо, то Аллах їм подякує. Я турок, але вони чеченці, і стоять за віру. Сміливо скажу, не бачив нічого подібного. Від горців ніколи не відірвусь |

#### Штурм Шатоя
Виходячи з хронології архівних даних: «Акти, зібрані Кавказькою археографічною комісією» та фундаментального видання: «Чечня на завершальному етапі Кавказької війни»":

Закінчивши будівництво Аргунського укріплення, Євдокимов вирішив продовжити наступ нагору по Аргунській ущелині. 4 липня 1858 року передові частини армії, під командуванням Євдокимова вийшли на стратегічне урочище в районі нинішнього села Зони. Потім, зробивши відволікаючий маневр у бік Ведено, 8 липня 1858 Євдокимов зробив жорстокий штурм, із застосуванням всієї артилерії на украплення шатойців вгору по ущелині. Російський загін ледь не був розбитий. Зрештою, завдяки артилерії та новітньоъ стрілецькоъ зброї з механічним затвором і майже метровим багнетом, російські війська здобули перемогу над укріпленнями в Аргунських воротах.
30 липня 1858 року, після тривалої артилерійської підготовки та запеклої битви була захоплена і столиця Шатойського вілайєту — Шатой.

### Бій за Шатой у 2000 році
Епізод Другої чеченської війни, під час якого 22-29 лютого 2000 року розгорнулася запекла битва за чеченський райцентр Шатой — останню велику базу збройних сил ЧРІ. Загальна чисельність ЗС ЧРІ оцінювалася у 3000 осіб (хоча з Грозного прорвалося близько 2000 бійців). Ними проводили практично всі відомі польові командири, включаючи Масхадова, Ахмадова, Гелаєва, Хаттаба та Басаєва. Родом звідси був також віце-президент ЧРІ Зелімхан Яндарбієв.

## Розселення
В основному розселений в Шатойському районі в таких селах: Асланбек-Шеріпово, Великі Варанди, Дай Лаха-Варанди, Борзой, Рядухой, Тумсой, Вашендарой, Високогорне, Горгачі, Улус-Керт, Яришмарди, Дачу-Борзой, Зони, Ніхалой, Пам'ятой, Гуш-Керт, Бекум-Кале, Вярди, Сатті, Урдюхой, Юкерч-Келой, Хал-Кілой, Саной, Харсеной, Малий Харсеной, Шатой, Хаккой.
Також представники туккхума заснували на рівнині великі села, наприклад: Чирі-Юрт, Дуба-Юрт, Сельментаузен, Алхазурово, Гойти, Чишки, Гой-Чу (Сааді-Котор), Гойське.

## Тайпи
Історична територія розселення суспільства відповідають сучасному Шатойскому району Чечні.
На думку О. Сулейманова, в суспільство Шуотой входять тайпи: Хьаккой, Пхьамтой, Гаттой, Вашандарой, Хьалгой, Саттой, Саной, Тумсой, Борзой, Варандой, Келой, Сарбалой і Лашкарой, що проживали в шаро-аргунській улоговині, також визнають свою приналежність до Шуотой. Мешканці Борзой історично не є тайпом, проте деякі від імені селища.
| Список тайпів тукхуму | Список тайпів тукхуму | Список тайпів тукхуму                                                             |
| Назва                 | Назва                 | Родові центри                                                                     |
| --------------------- | --------------------- | --------------------------------------------------------------------------------- |
| Варандой              | Варандою              | Великі Варанди, Малі Варанди, Сюжі                                                |
| Вашандарой            | Вашандарою            | Вашандарой, Горгачі, Хьалкін, Зонах, Дуба-Юрт, Дачу-Борзой, Улус-Керт, Яьрш-Маьрд |
| Гаттой                | Гӏаьттой              | Гатен Кале, Дех-Йісте                                                             |
| Келой                 | Келой                 | Хал-Келой, Юкерч-Келой                                                            |
| Мяршлой               | Маршала               | Марш-Кхал                                                                         |
| Ляшкарой              | Лайшкарій             | Лайшкара                                                                          |
| Ніхалий               | Ніхалий               | Ніхала                                                                            |
| Саной                 | Саною                 | Саной                                                                             |
| Саттой                | Саьттою               | Саьтта, Урд-Юхе                                                                   |
| Сярбалой              | Саьрбалою             | Сайрбала                                                                          |
| Пхамтой               | Пхамтою               | Пам'ятою, Гуш-Керт, Бекум-Кале, Ваьрде                                            |
| Тумсой                | Тумсою                | Тумса, Борзе, Редусі ,                                                            |
| Халгій                | Хьалг1ой              | Хані-Кхал, Мус-Кхалі                                                              |
| Хаккой                | Хьаккой               | Шуййта, Хьакка                                                                    |